# Szpital Uniwersytecki Karolinska
Szpital Uniwersytecki Karolinska (szw. Karolinska universitetssjukhuset) – szpital kliniczny powiązany z Instytutem Karolinska w Sztokholmie, z dwoma głównymi ośrodkami w Solnie i Huddinge. Szpital jest bazą naukową i ośrodkiem edukacyjnym Instytutu Karolinska dla studentów dyscyplin medycznych, rezydentów i naukowców.
Szpital Uniwersytecki Karolinska jest wynikiem połączenia w 2004 roku dawnego Szpitala Uniwersyteckiego Huddinge (Huddinge universitetssjukhus) w Huddinge oraz i Szpitala Karolinska (Karolinska sjukhuset) w Solnie. Nowy szpital ma około 16 000 pracowników i 1340 łóżek dla pacjentów. Szpital Uniwersytecki Karolinska jest ściśle powiązany z Instytutem Karolinska. Obejmuje również szpital dziecięcy Astrid Lindgren w Solnie i szpital dziecięcy w Huddinge.
Szpital Uniwersytecki Karolinska uznawany jest za jeden z najlepszych na świecie.

## Nazwa
Instytut Karolinska powstał w 1810 z inicjatywy króla Karola XIII jako ośrodek kształcenia lekarzy wojskowych pod nazwą Kongl. Carolinska medico-chirurgiska institutet. W 1822 zmieniono jego nazwę na Karolinska Institutet ku czci Karola XIII. Szpital Uniwersytecki działający przy Instytucie przejął ten nazwę.

## Nya Karolinska Solna
W 2010 roku rozpoczęto budowę nowego budynku szpitala, który w zamyśle miał zastąpić ośrodek Szpitala Uniwersyteckiego Karolinska w Solnie. Szpital zaczął przyjmować pierwszych pacjentów w 2016 roku.

## Dyrektorzy
- 2004–2007: Cecilia Schelin Seidegård

- 2007–2014: Birgir Jakobsson

- 2014–2019: Melvin Samsom[4]

- od 2019: Björn Zoëga[5]

## Renoma
W 2023 roku Szpital Uniwersytecki Karolinska został najwyżej sklasyfikowanym szpitalem w Europie według Newsweeka. Wynik ten dyrektor szpitala, Björn Zoëga, uznał za „wielkie uznanie” i zadeklarował, że „dalej (jako szpital) poprawiamy jakość i opracowujemy nowe metody leczenia”.
Pacjentką Szpitala Uniwersyteckiego Karolinska była Anna Lindh, szwedzka polityczka, działaczka Szwedzkiej Socjaldemokratycznej Partii Robotniczej, która 10 września 2003 została napadnięta przez Mijailo Mijailovića, który ugodził ją kilkukrotnie nożem w klatkę piersiową, brzuch i ramiona. Na skutek tego ataku doznała krwotoków wewnętrznych, a także uszkodzeń m.in. wątroby. Mimo szybkiej reakcji i ponad ośmiogodzinnej operacji kobieta zmarła.
Członkowie szwedzkiej rodziny królewskiej, zwłaszcza Wiktoria Bernadotte, księżniczka koronna (następczyni tronu) Szwecji, oraz jej mąż są bardzo związani zarówno z Instytutem Karolinska, jak i ze Szpitalem Uniwersyteckim Karolinska. Para często oficjalnie odbywa tam oficjalne wizyty – również z innymi członkami rodzin królewskich. Książę Daniel jest ponadto doktorem honoris causa Instytutu Karolinska. W Szpitalu Uniwersyteckim Karolinska przyszło na świat troje obecnych członków szwedzkiej rodziny królewskiej – księżniczka koronna oraz jej dwoje dzieci – córka i syn.